# Mühlsturzhörner
Die Mühlsturzhörner sind zwei Gipfel der Reiter Alm in den Berchtesgadener Alpen im oberbayrischen Landkreis Berchtesgadener Land. Das Große Mühlsturzhorn ist 2234 m ü. NHN hoch und liegt rund 300 Meter südöstlich des Stadelhorns, unweit der Grenze zwischen Bayern und Salzburg. Das Kleine Mühlsturzhorn befindet sich 280 Meter ostnordöstlich und hat eine Höhe von 2141 m ü. NHN.

## Felssturz
Am 8. September 1999 brachen am Kleinen Mühlsturzhorn im Gipfelbereich 250.000 m³ Gestein ab und stürzten ins Klausbachtal.

## Alpinismus
Der unbezeichnete Normalweg auf das Große Mühlsturzhorn führt von Nordwesten über die Mayrbergscharte und das Stadelhorn (Schwierigkeitsgrad II). Weitere unmarkierte Anstiege von Norden über das Mühlsturzkar (II) und über die Südwand (II).
Bekannte Klettertouren sind die Alte Südkante (Schwierigkeit VII−, Erstbegehung 1930 von Huber und Mitterer) sowie die Direkte Südkante (VI/A1 oder VIII−, erstbegangen 1936 von Anderl Hinterstoißer und Toni Kurz kurz vor deren Tod in der Eiger-Nordwand).

## Weblinks

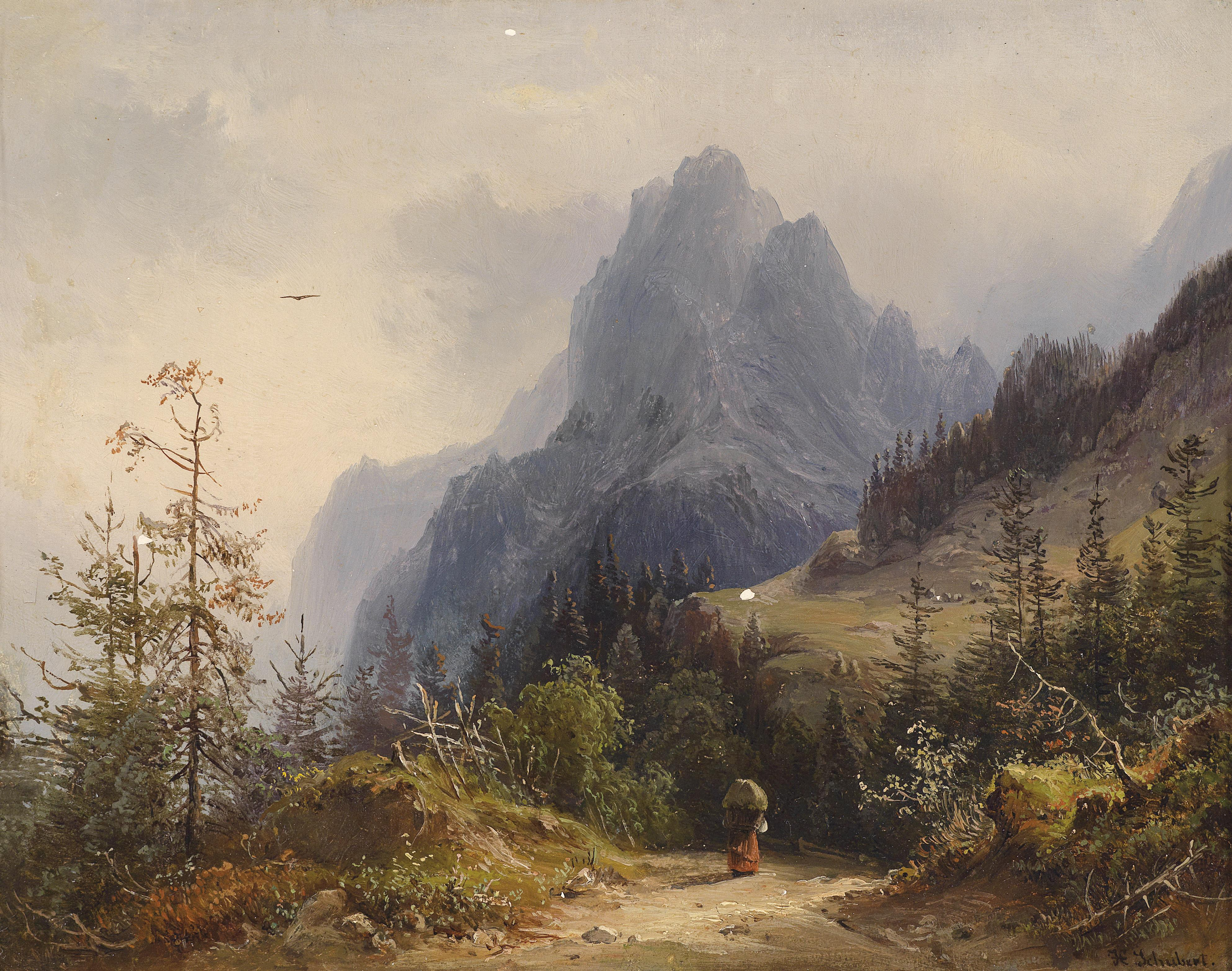
Heinrich Carl Schubert (1827–1897): Blick auf das Mühlsteinhorn